# Rustum Roy
Rustum Roy (* 3. Juli 1924 in Ranchi, Bihar; † 26. August 2010 in State College, Pennsylvania) war ein indisch-US-amerikanischer Werkstoffwissenschaftler.

## Leben
Rustum Roy wurde in Ranchi im indischen Bundesstaat Bihar geboren. Er studierte in der Hauptstadt des Bundesstaates an der Patna University und erhielt 1942 den B. Sc. auf dem Gebiet der physikalischen Chemie und 1944 an dieser Universität den M. Sc. 1945 ging er in die USA, wo er 1948 an der Pennsylvania State University über ein Thema zur Keramikforschung promovierte und dort 1951 Assistant Professor und 1957 ordentlicher Professor wurde. 1961 erhielt er die US-Staatsbürgerschaft. Er lehrte als Distinguished Professor auch an der Arizona State University und war Gastprofessor für Medizin an der University of Arizona. Er publizierte mehr als 700 wissenschaftliche Arbeiten auf dem Gebiet der Mineralogie und Geochemie sowie zur Keramikforschung und zu anderen Zweigen der Werkstoffwissenschaften. Er war erster Direktor des unabhängigen interdisziplinären Materials Research Laboratory der Pennsylvania State University und war 1973 in den USA Mitgründer der Materials Research Society (MRS) und 1977 deren Vorsitzender (President).
Er erhielt zahlreiche internationale Auszeichnungen und Ehrungen. Er war Ehrenmitglied der Indischen Akademie der Wissenschaften und der Ceramic Society of Japan. 1973 wurde er zum Mitglied der National Academy of Engineering gewählt. 1989 wurde er Fellow der American Physical Society.
Sein spezielles Interesse galt der Integration von Wissenschaft, Technologie und Gesellschaft. So war er wissenschaftlicher Berater (Science Adviser) mehrerer Gouverneure des Bundesstaates Pennsylvania und arbeitete im Welt-Forum von Michail Gorbatschow mit. In mehreren Schriften äußerte er sich zum Verhältnis von Religion und Wissenschaft und Technik.
Sehr umstritten sind die in seinen letzten Lebensjahren publizierten Beiträge zur sogenannten integrativen Medizin und zur Homöopathie.

## Schriften (Auswahl)
- O. Muller, R. Roy: The Major Ternary Structural Families. Springer, Berlin, Heidelberg, New York 1974, ISBN 3-540-06430-3.
- Rustum Roy: Experimenting with Truth. The Fusion of Religion with Technology, needed for Humanity’s Survival. Pergamon, Oxford, u. a. 1981, ISBN 0-08-025820-4.
- Rustum Roy: Radioactive waste disposal. Pergamon, New York 1982, ISBN 0-08-027541-9.
- Deborah Shapley; Rustum Roy: Lost at the frontier: U. S. science and technology policy adrift. ISI Press, Philadelphia 1985, ISBN 0-89495-042-8, S. 223.